# 名古屋市立那古野小学校
名古屋市立那古野小学校（なごやしりつ なごのしょうがっこう）は、かつて愛知県名古屋市西区那古野にあった小学校。

## 沿革

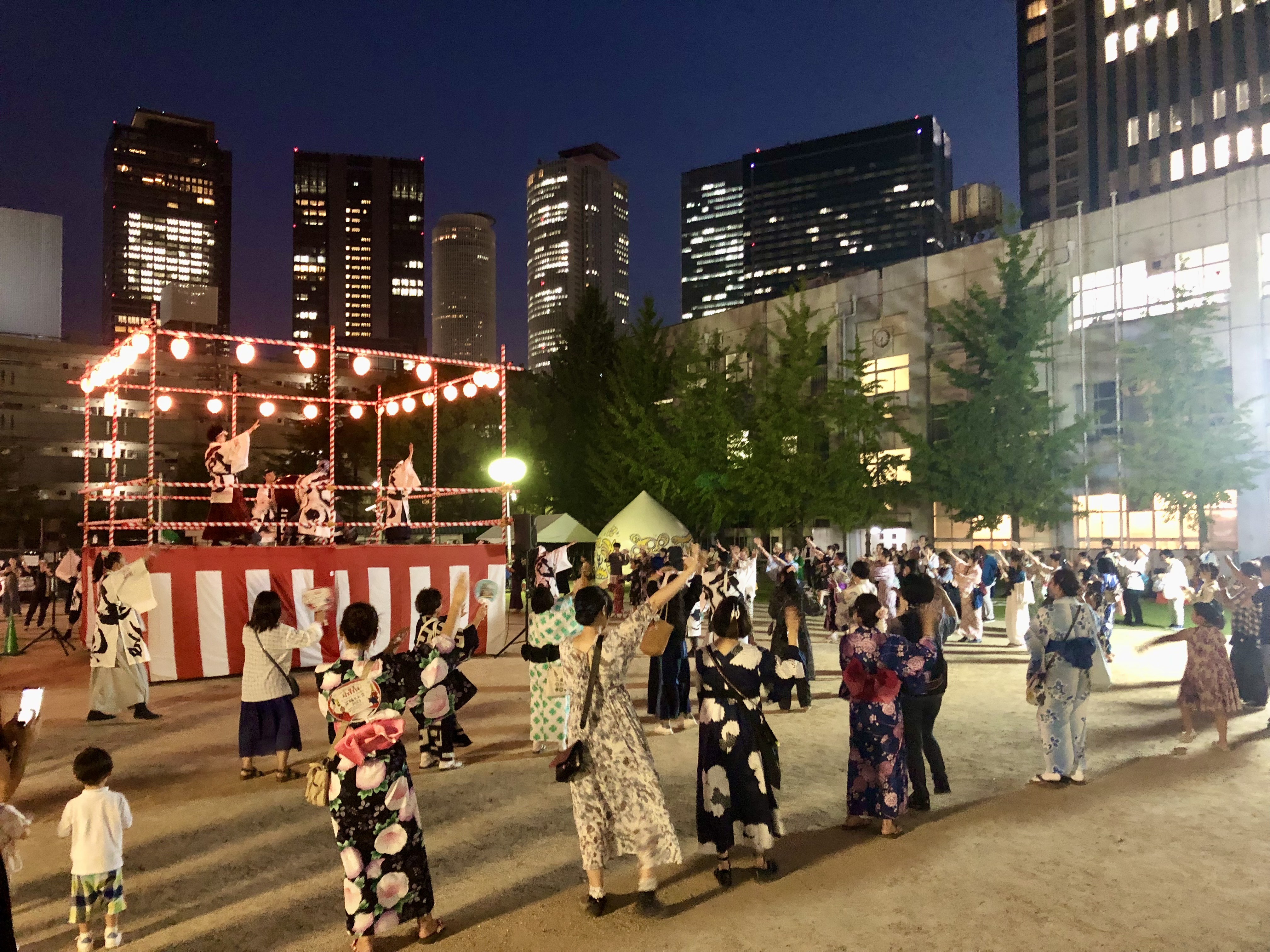
校庭で行われる盆踊り大会

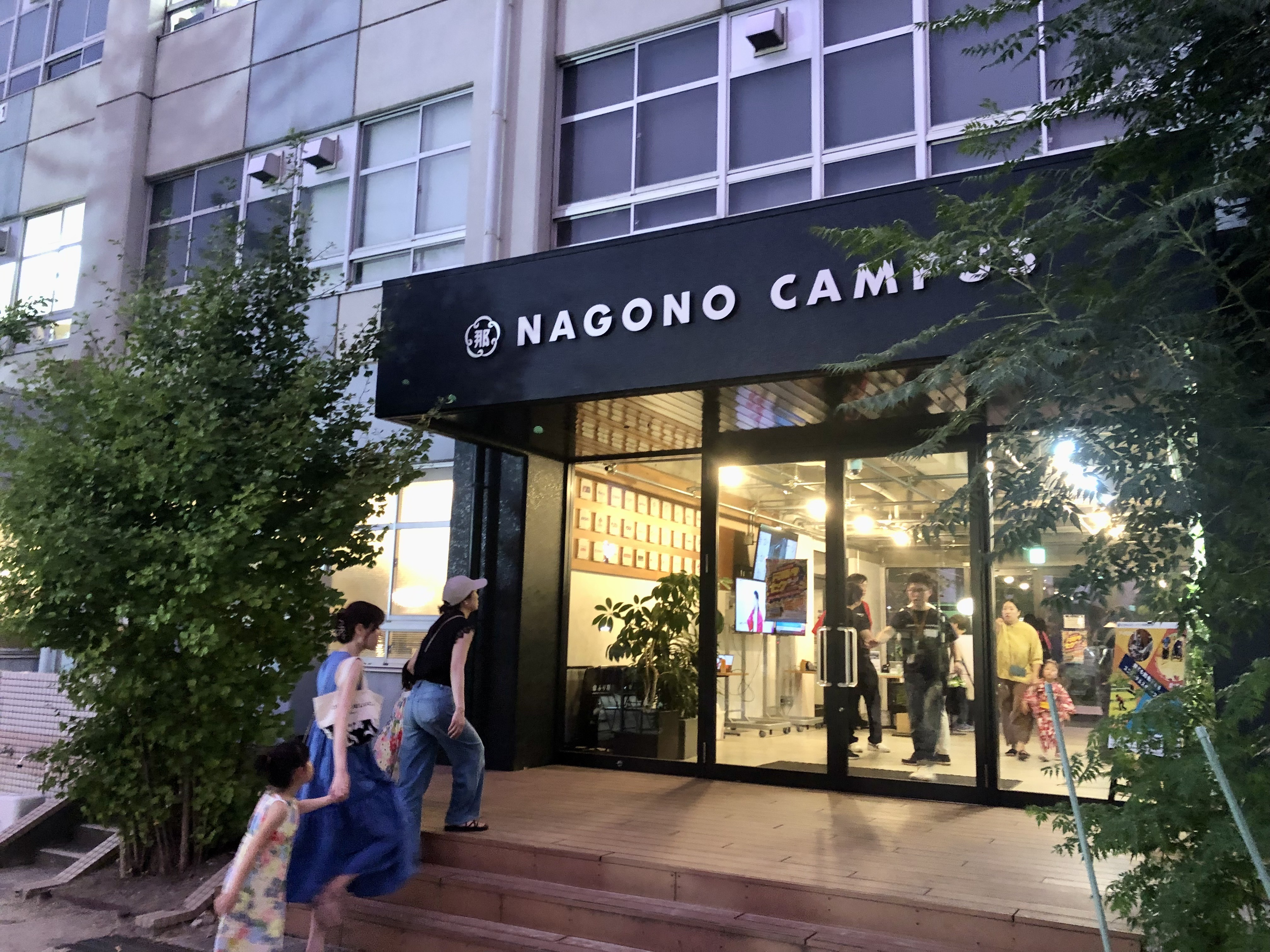
なごのキャンパス（2019年10月開業）

- 1909年（明治42年）4月 - 愛知県名古屋市那古野尋常小学校として創立する[1]。
- 1930年（昭和5年）4月 - 名古屋市那古野商業実修学校と改称する[1]。
- 1932年（昭和7年）4月 - 裏塩町2丁目の幅下尋常小学校に編入される[1]。
- 1933年（昭和8年）4月 - 名古屋市那古野尋常高等小学校と改称する[1]。
- 1936年（昭和11年）4月 - 名古屋市那古野実修学校が新設される[1]。
- 1941年（昭和16年）4月 - 愛知県名古屋市那古野国民学校と改称する[1]。
- 1947年（昭和22年）4月 - 名古屋市那古野小学校と改称する[1]。
- 1958年（昭和33年）1月 - 校歌および校旗を制定する[1]。
- 2015年（平成27年）3月31日 - 閉校。
  - 4月1日 - 名古屋市立幅下小学校、名古屋市立江西小学校と統合し名古屋市立なごや小学校となる。
- 2019年（令和元年）10月28日 - シェアオフィス「なごのキャンパス」としてリニューアル（事業主はトヨタ不動産[3]）[4]。

## 教育方針
やさしい子　考える子　元気な子

## 児童会活動・クラブ活動など

### クラブ活動
- マンガクラブ[5]
- バドミントンクラブ[5]
- 数学クラブ[5]
- 料理クラブ[5]
- 運動クラブ[5]
- ダンスクラブ[5]

### 部活動
- サッカー部[6]
- バスケットボール部[6]

## 通学区域
- 名古屋市西区
  - 菊井二丁目の一部[7]
  - 新道二丁目の一部[7]
  - 那古野一丁目・二丁目の各一部[7]
  - 幅下二丁目の一部[7]
  - 名駅二丁目の一部・三丁目全域[7]

## 進学先中学校
- 名古屋市立菊井中学校[7]